# Madlena Staneva
Madlena Ivanova Staneva (in bulgaro Мадлена Иванова Станева?; Ruse, 1º giugno 1963) è un'ex cestista bulgara.

## Carriera
Con la Bulgaria ha disputato i Giochi olimpici di Seul 1988, tre edizioni dei Campionati mondiali (1983, 1986, 1990) e cinque dei Campionati europei (1983, 1985, 1987, 1989, 1993).